# Lin Dai
Lin Dai (cinese tradizionale: 林黛; cinese semplificato: 林黛; Guilin, 26 dicembre 1934 – Hong Kong, 17 luglio 1964) è stata un'attrice cinese, nata con il nome di Cheng Yueru (caratteri cinesi: 程月如).
È stata una delle star dello Studio Shaw dagli anni '50 agli anni '60, recitando in film in cinese prodotti ad Hong Kong. Ha vinto quattro volte il premio come "Miglior attrice" allo Asia Pacific Film Festival.
Nel 1958 ha frequentato dei corsi di recitazione e linguistica alla Columbia University di New York.

Il 12 febbraio 1961 si è sposata con Long Shengxun, figlio di un governatore della provincia cinese dello Yunnan.
A luglio del 1964 si è suicidata a causa di problemi familiari nella sua casa di Hong Kong, con un'overdose di pillole sonnifere e per mezzo di inalazione di gas metano.

## Filmografia
- Singing Under The Moon - (Cui Cui), 1953
- Golden Lotus - (Jin Lian Hua), 1957
- Scarlett Doll - (Hong Wa), 1958
- Diau Charn - (Diao Chan), 1958
- The Kingdom and the Beauty - (Jiang Shan Mei Ren), 1959
- Les Belles - (Qian Jiao Bai Mei), 1961
- Love Without End - (Bu Liao Qing), 1961
- Madame White Snake - (Bai She Zhuan), 1962
- Blue and Black - (Lan Yu Hei), 1966